# باغة يلمة ساليان (شيخ موسي)
باغة یلمة سالیان (بالفارسية: باغه‌یلمه سالیان) هي قرية تقع في إيران في قسم شیخ موسي الريفي. يقدر عدد سكانها بـ 196 نسمة .